# 邢峰
邢峰（1954年11月29日—），臺灣知名男藝人，本名邢地生，早年即稱名秀場，躋身知名主持人之寶座，精通臺語、國語，主持風格幽默圓滑，1970年代-1980年代秀場曾為中臺灣天王，有「中霸天」盛名，與豬哥亮、張菲並稱，時有「南豬、北張、中邢峰」之俗諺。近來跨足戲劇界，2010年曾演出鈕承澤導演的電影《艋舺》，以其中好色怕事的艋舺黑道「Masa老大」一角廣為人知，演技精湛。2014年更參與盧·貝松法國導演的國際電影，飾演計程車司機，還與美國著名女演員史嘉蕾·喬韓森演出對手戲。

## 生平
邢峰早年為南臺灣的知名秀場主持人，曾與豬哥亮、廖峻在高雄「喜相逢歌廳」組成「三劍客」團體，後來邢峰逐漸往中臺灣發展。
1983年邢峰與秀場的美艷女歌手朱慧珍熱戀，交往兩年多，1986年朱慧珍生下一女，名曰朱安婕，但邢、朱兩人終告分手，邢峰情傷後，曾經吞下20多顆安眠藥到臺北內湖大湖公園投水尋短，後來雖然獲救，但邢、朱兩人從此形同陌路。
據說邢峰另結新歡，才導致兩人分手，白冰冰說，兩人當時交往很公開，因為邢不愛把妹（追求女友），大家都認為會長久。賀一航說，邢對朱的感情很深，「自殺是因為求和好，朱不肯，朱在感情上比較強勢。可是都有了小孩才分手，都單身，也沒第三者和財務問題，他後來結婚也都乖乖的啊。」。鄧志鴻表示，朱的父母都是外省人，個性外向，邢的父親是外省、媽媽是本省，家庭很保守，導致兩人價值觀也大不同，邢對父母很在乎。李亞萍駁斥「邢峰家人不喜歡朱」的說法，「他們個性不合，小孩有了，要結婚了才知道不適合」。據傳演藝界大哥楊登魁曾為朱慧珍出面要邢峰認女，楊登魁完全否認：「這事關人命咧，我不管這個。」前任立法委員余天等人也曾想出面協調，卻都力不從心。
2012年5月13日，朱安婕在臺北市內湖區自宅的十樓跳樓身亡，終其一生，並未與邢峰相認。而邢峰已罹患大腸癌，因動手術，無法趕赴探視愛女最後一面，心情悲痛。朱慧珍強調：「我以我的生命、以我的佛、我的信仰（藏傳佛教）發誓，我從沒有阻擋過女兒跟她的生父見面，人要憑良心！」也說，「我從來沒有阻擋他們見面，我還懇求邢峰來看女兒，甚至求他讓她有父親的名字！」
朱慧珍在2012年11月5日播出的《新聞挖挖哇》節目聲淚俱下地表示：兩人交往兩年，邢一直家暴，有暴力傾向，吵架是因某女星介入，邢曾把門踢爛，拿菜刀要砍她，逼她跳樓，朱說：「我當時為了肚子裏小孩下跪求他，我說，我跳下去是一屍兩命，你的事業也都毀了！」朱慧珍還語出驚人表示，當年懷孕9個月時，曾被邢峰的繼父摸下體，朱說出被繼父輕薄的事情，邢峰卻不相信她，更說若有的話也是她勾引繼父，讓她對邢峰失望透頂。
朱慧珍說一直希望邢峰認領小孩，但邢照顧兩天就丟回來，回來時褲子破了，膝蓋也流血，也並未包紮。朱後來還提議，願贈與女兒一間價值新臺幣兩三千萬的臺北東區房屋，並各出教育基金一百萬，交付信託，共同照顧女兒，但也得不到邢家的理會。朱說：「我女兒好可憐，曾搶了一個月電話，以為爸爸會打來，但小五時，看到邢峰上胡瓜節目，他只承認有一個小孩，不是她，那時起，她就好恨他。」目前為止，對於朱慧珍的所有指控，邢峰均未作回應。
邢峰於《麻辣直通車》節目中解釋兩人關係，其中對於朱對其家暴的控訴，邢峰解釋說：「其實拳打腳踢只有一次，一次是什麼？不是我打她，是她爸爸跟她弟弟去打我。這個事後來鬧到武昌派出所，那是有紀錄的。」對於外遇的指控，他說：「我沒有外遇，（現在的太太）是非常多年了以後，我也跟她分開了好幾年了。我跟我太太結婚是在民國79年，她（朱慧珍）離開那個時候是民國75年。」對於朱離家的原因，邢峰說：「（朱慧珍）剖腹產，就後來她急於要去做這個所謂的瘦身減肥……我媽媽那種鄉下人就說……肚子開刀，如果裂開，怎麼怎麼的，不要那麼急。然後（朱慧珍）跟我媽媽就發生這個口角。……隔沒多久，朱慧珍就帶著我女兒離家出走了。」對於「拿菜刀要砍她」的指控，邢峰說：「（朱慧珍）自白書出來，就把我們家講得非常不堪，那我當時還年輕，氣急敗壞，我朋友就講，你就要焚香、發重誓、斬雞頭，我就說好，就去買菜刀。」邢峰意指菜刀是買來斬雞頭，結果被謠言張冠李戴之下，變成邢峰拿菜刀要砍朱慧珍。此外邢峰也有法律動作，2012年12月28日在律師陪同下，至臺北地檢署按鈴控告朱慧珍涉嫌妨害名譽及恐嚇。他無奈說：「26年來，朱慧珍一再編造不實悲慘情節誹謗我和家人，今年11月甚至在電視節目上，以誇張的悲情動作，指我繼父曾輕薄她。...為了爭取女兒，家人已陪我受苦20多年，遲未澄清，不是因為理虧，而是考量朱慧珍情緒化，擔心反駁會激怒她、讓她崩潰。但近來考量父親已近百歲，若沒為他澄清平反，洗刷恥辱，恐成為不孝子，我背不起因社會誤解造成負面影響的業障，也不能讓家人處於恐懼陰影，才無奈提告。」為何不私下找朱慧珍溝通解決？邢峰說：「她20多年來一直都有溝通上的問題，經過這麼多年來都是如此。」還表示繼父當然沒有輕薄她，且年紀近百的老人家已經知道此事，邢峰只能安慰他。 

## 作品

### 電影
| 上映年份 | 電影名稱       | 飾演              | 合作演員                                                               | 導演   |
| 1988年   | 記得當時年紀小 |                   | 澎恰恰、胡瓜、陳松勇、張菲、曾志偉、林美照、檢場                       | 鄭進一 |
| 1988年   | 報告典獄長     | 邢峰              | 澎恰恰、倪敏然、胡瓜、陳松勇、張菲、曾志偉、鄭進一、廖峻、檢場、卓勝利 | 朱延平 |
| 2010年   | 艋舺           | 張順發 (Masa)老大 | 阮經天、趙又廷、鳳小岳、馬如龍、柯佳嬿、蔡昌憲、陳漢典、王識賢、黃鐙輝 | 鈕承澤 |
| 2014年   |                | 計程車司機        | 史嘉蕾·喬韓森、摩根·費里曼、阿Ken、徐灝翔                              | 盧貝松 |

### 主持
| 頻道           | 節目                   | 備註                     |
| 中視           | 《今夜來抓狂》         | 與董至成、倪敏然共同主持 |
| 華視           | 《開心果》             | 與楊烈、鄭進一共同主持   |
| 三立影視錄影帶 | 《陳今佩大白鯊地震秀》 | 與陳今佩、賀一航共同主持 |

## 外部連結
- 邢峰在互联网电影资料库（IMDb）上的資料（英文）（英文）
- 邢峰在香港影庫上的簡介
- 邢峰在时光网上的簡介（简体中文）
- 邢峰在豆瓣上的资料（简体中文）